# USS McLanahan (DD-615)
USS McLanahan (DD-615) – niszczyciel typu Benson. Został odznaczony czterema battle star za służbę w czasie II wojny światowej.
W czasie II wojny światowej służył na europejskim teatrze wojennym.